# Istanbul Cup 2014
L'Istanbul Cup 2014, anche conosciuto come TEB BNP Paribas İstanbul Cup per motivi di sponsorizzazione, è stato un torneo di tennis giocato sul cemento. È stata la 7ª edizione dell'Istanbul Cup, che fa parte della categoria International nell'ambito del WTA Tour 2014. Si è giocato a Istanbul in Turchia, dal 14 al 20 luglio 2014.

## Partecipanti

### Teste di serie
| Nazionalità | Giocatrice           | Ranking* | Testa di serie |
| ----------- | -------------------- | -------- | -------------- |
| Danimarca   | Caroline Wozniacki   | 15       | 1              |
| Italia      | Roberta Vinci        | 24       | 2              |
| Rep. Ceca   | Klára Koukalová      | 31       | 3              |
| Ucraina     | Elina Svitolina      | 35       | 4              |
| Slovacchia  | Magdaléna Rybáriková | 37       | 5              |
| Giappone    | Kurumi Nara          | 39       | 6              |
| Serbia      | Bojana Jovanovski    | 41       | 7              |
| Rep. Ceca   | Karolína Plíšková    | 48       | 8              |

- Ranking al 7 luglio 2014.

### Altre partecipanti
Giocatrici che hanno ricevuto una wild card:
- Çağla Büyükakçay
- İpek Soylu
- Caroline Wozniacki

Giocatrici passati dalle qualificazioni:

- Alexandra Dulgheru
- Ana Konjuh
- Johanna Konta
- Kateryna Kozlova
- Elizaveta Kuličkova
- Kateřina Siniaková

## Campionesse

### Singolare
Caroline Wozniacki ha sconfitto in finale  Roberta Vinci per 6–1, 6–1.
- È il ventiduesimo titolo in carriera per la Wozniacki, il primo del 2014.

### Doppio
Misaki Doi /  Elina Svitolina hanno sconfitto in finale  Oksana Kalašnikova /  Paula Kania per 6–4, 6–0.